# Gemüsegarten

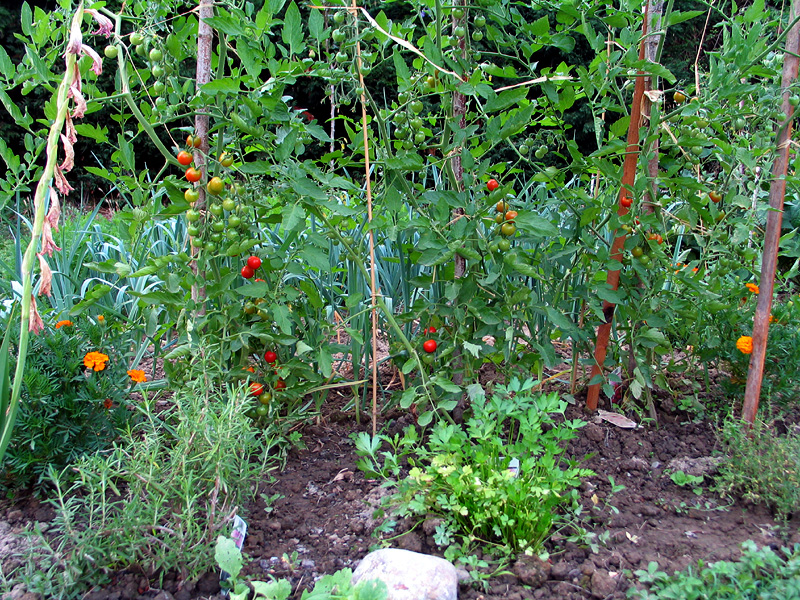
Tomaten, Kräuter und Lauch im Gemüsegarten

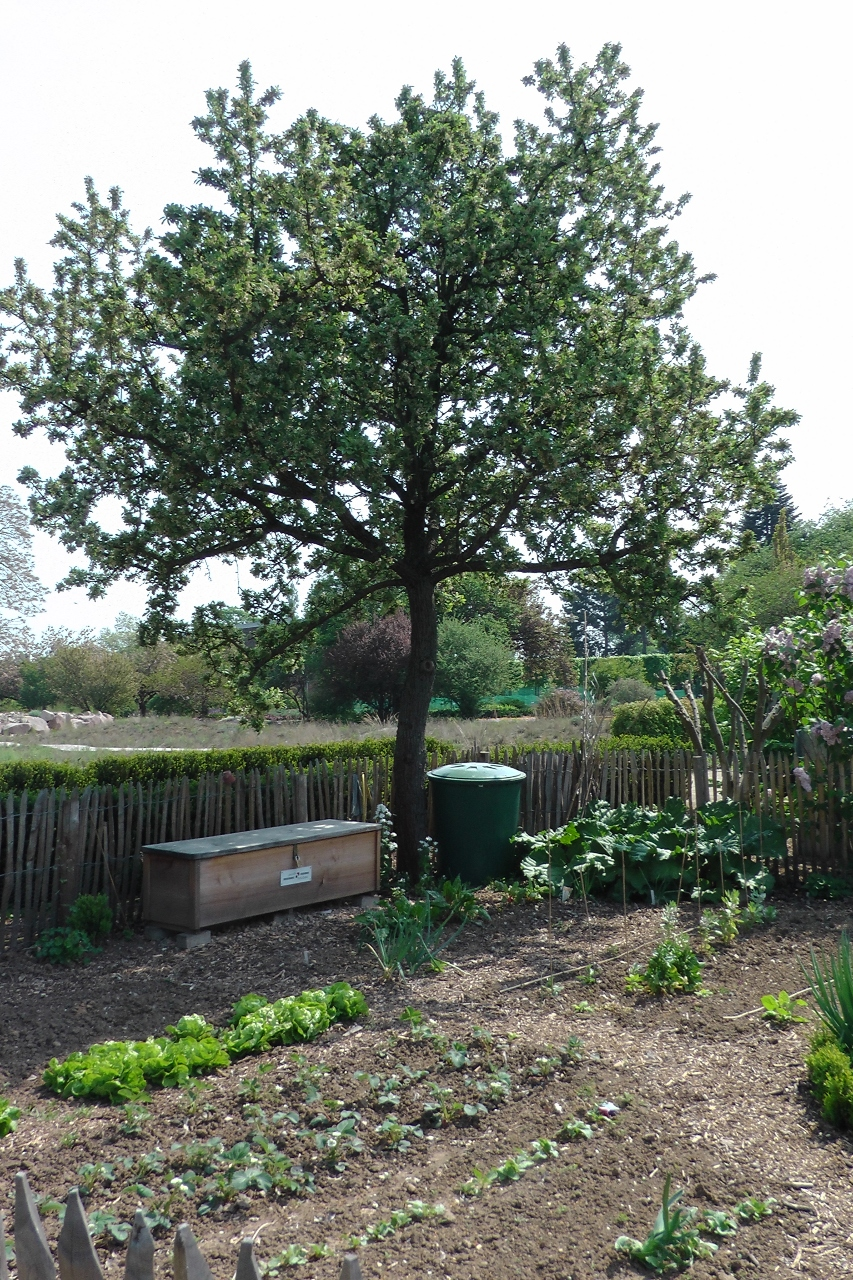
Gemüsegarten innerhalb des Botanischen Gartens Mainz

Ein Gemüsegarten ist der Teil eines privaten Nutzgartens, der dem Anbau von Gemüse dient. Die Obst- und Gemüsegärten von Klöstern und herrschaftlichen Häusern wurden früher als Küchengarten bezeichnet.

## Größe und Ertrag
Soll der Gemüsegarten der vollständigen Selbstversorgung mit Gemüsen über das Jahr dienen, muss er je zu versorgender Person eine Größe von 50 bis 80, bei hohem Gemüsebedarf gar bis 100 m² pro Person haben. Pro m² Anbaufläche kann mit einem Ertrag von rund 2,5 kg Gemüse gerechnet werden. Soweit der Gemüsebedarf nicht nur aus dem eigenen Anbau gedeckt werden soll, wird eine Fläche von 25 m² pro Person als ausreichend erachtet.

## Anbautechniken
Um eine Fruchtfolge zu gewährleisten, empfiehlt sich eine Aufteilung der Anbauflächen. Auf den Teilen werden im jährlichen Wechsel die Starkzehrer (sogenannte erste Tracht, z. B. Kohl, Mangold oder Kürbisse), die Schwachzehrer (sogenannte zweite Tracht, z. B. Zwiebel, Wurzelgemüse oder Kartoffel) und die Hülsenfrüchte (als sogenannte dritte Tracht) im Wechsel angebaut. Eine Stallmistdüngung erfolgt nur vor dem Anbau von Starkzehrern. Unter günstigen Bodenbedingungen kann aber auch eine Zusammenfassung der zweiten und dritten Tracht oder eine ausgeprägte Mischkultur erfolgen. Werden Dauergemüse wie Spargel oder Rhabarber angebaut, ist ein weiterer Teil erforderlich. Eine Einteilung in Beete ist hilfreich, aber nicht zwingend. Jedoch wird normalerweise in Reihen gesät oder gepflanzt, um das Hacken und Jäten zu erleichtern. Bei einer permakulturellen Bewirtschaftung findet vorzugsweise keine mechanische Bodenbearbeitung statt, Nutzpflanzen werden in einen niedrig bewachsenen Boden gepflanzt oder gesät.
Anders als der Ziergarten wird verbreitet der Boden des Gemüsegartens zumeist im Herbst oder Winter wendend, etwa durch Umgraben mit dem Spaten oder Pflügen bearbeitet, um Pflanzenreste in den Boden einzubringen, die Bodengare zu fördern und den Unkrautbewuchs zu bremsen. Arten einer nicht wendenden „sanften“ Bodenbearbeitung, die den Boden ohne Änderung der Schichtenstruktur lediglich lockern, sind jedoch auch im Gebrauch. Während der Kulturphasen dient eine flache (nur 2 bis 3 cm tiefe) Bodenbearbeitung mit Hacken oder ähnlichen Gartenwerkzeugen (etwa dem Handgrubber) der Unkrautbekämpfung, Belüftung des Oberbodens und dem Brechen der Bodenkapillare zwecks Verminderung der Verdunstung.